# Elektrownia jądrowa Beznau
Elektrownia jądrowa Beznau (niem. Kernkraftwerk Beznau) – elektrownia jądrowa zlokalizowana na wyspie Beznau na rzece Aare w gminie Döttingen w kantonie Argowia na terenie Szwajcarii. Elektrownia składa się z dwóch bliźniaczych bloków energetycznych: uruchomionego w 1969 roku Beznau I oraz uruchomionego w 1972 roku Beznau II. Jest ona najstarszą w Szwajcarii i najstarszą na świecie czynną elektrownią jądrową.

## Historia
W drugiej połowie lat 50. XX wieku zaistniała konieczność budowy w regionie Argowia nowej elektrowni. W związku z ówczesną polityką odchodzenia Szwajcarii od energetyki opartej na paliwach kopalnych postawiono na budowę elektrowni jądrowej. W pierwszej połowie lat 60. wybrano lokalizację inwestycji na wyspie na rzece Aare w gminie Döttingen. Po uzyskaniu wszystkich wymaganych pozwoleń, we wrześniu 1965 roku rozpoczęły się prace budowlane nad pierwszym blokiem elektrowni o mocy netto 365 MW. W lipcu 1969 roku elektrownię przyłączono do sieci, a jej komercyjne wykorzystywanie rozpoczęto w grudniu tego samego roku. Była to pierwsza na terenie Szwajcarii czynna elektrownia jądrowa. W 1968 roku rozpoczęto prace nad drugim bliźniaczym blokiem o takich samych parametrach jak blok I. Prace zakończono w październiku 1971, a w marcu kolejnego roku włączono ją do komercyjnej działalności.
Po zamknięciu w 2012 roku elektrowni jądrowej Oldbury zakład w Beznau pozostaje najstarszą na świecie wciąż czynną elektrownią jądrową. Elektrownia ma udzielone bezterminowe pozwolenie na działalność wydane przez szwajcarski Bundesrat.

Elektrownia podczas budowy, 1967
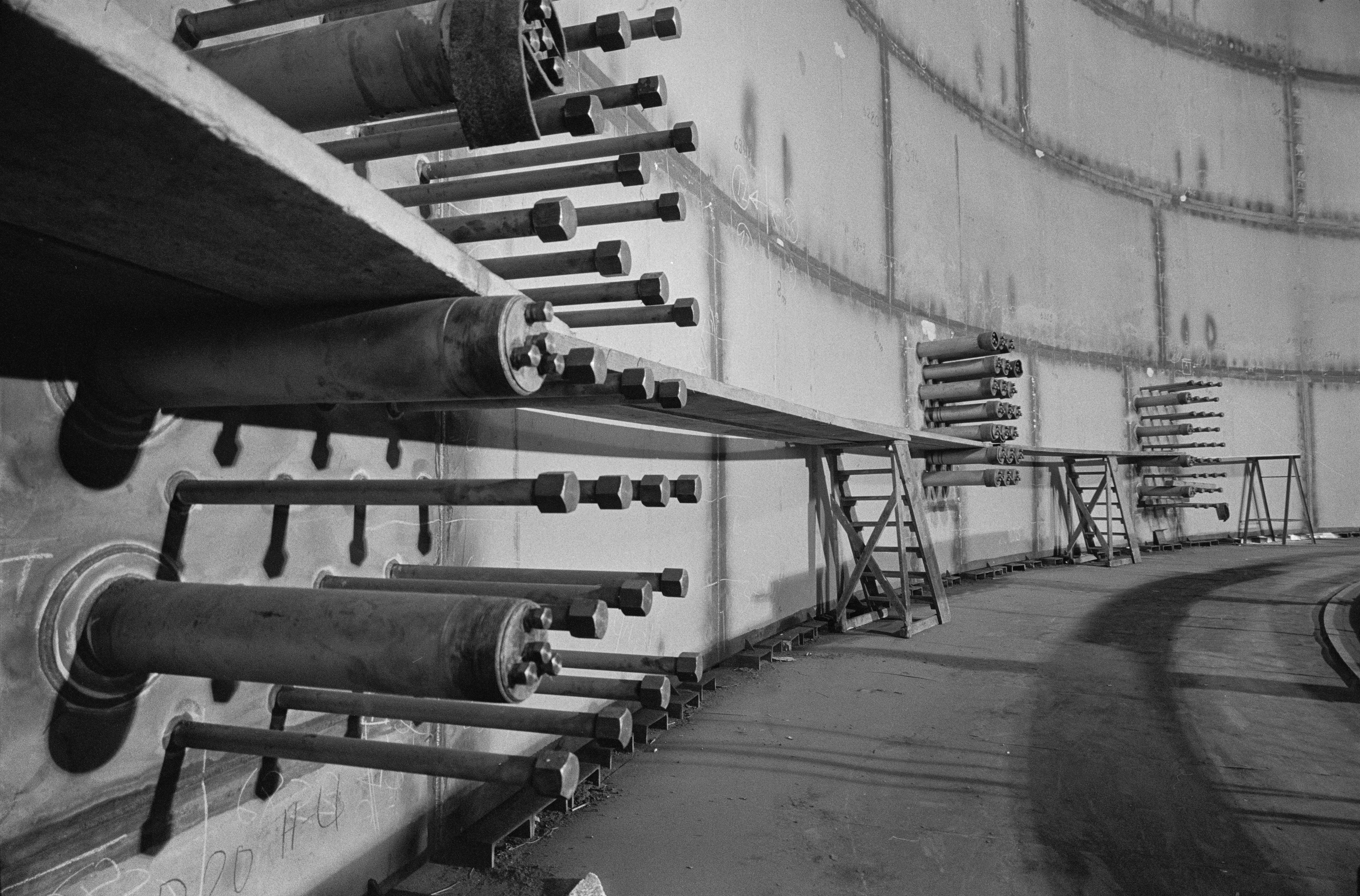
Budowa pierwszego bloku energetycznego, 1967
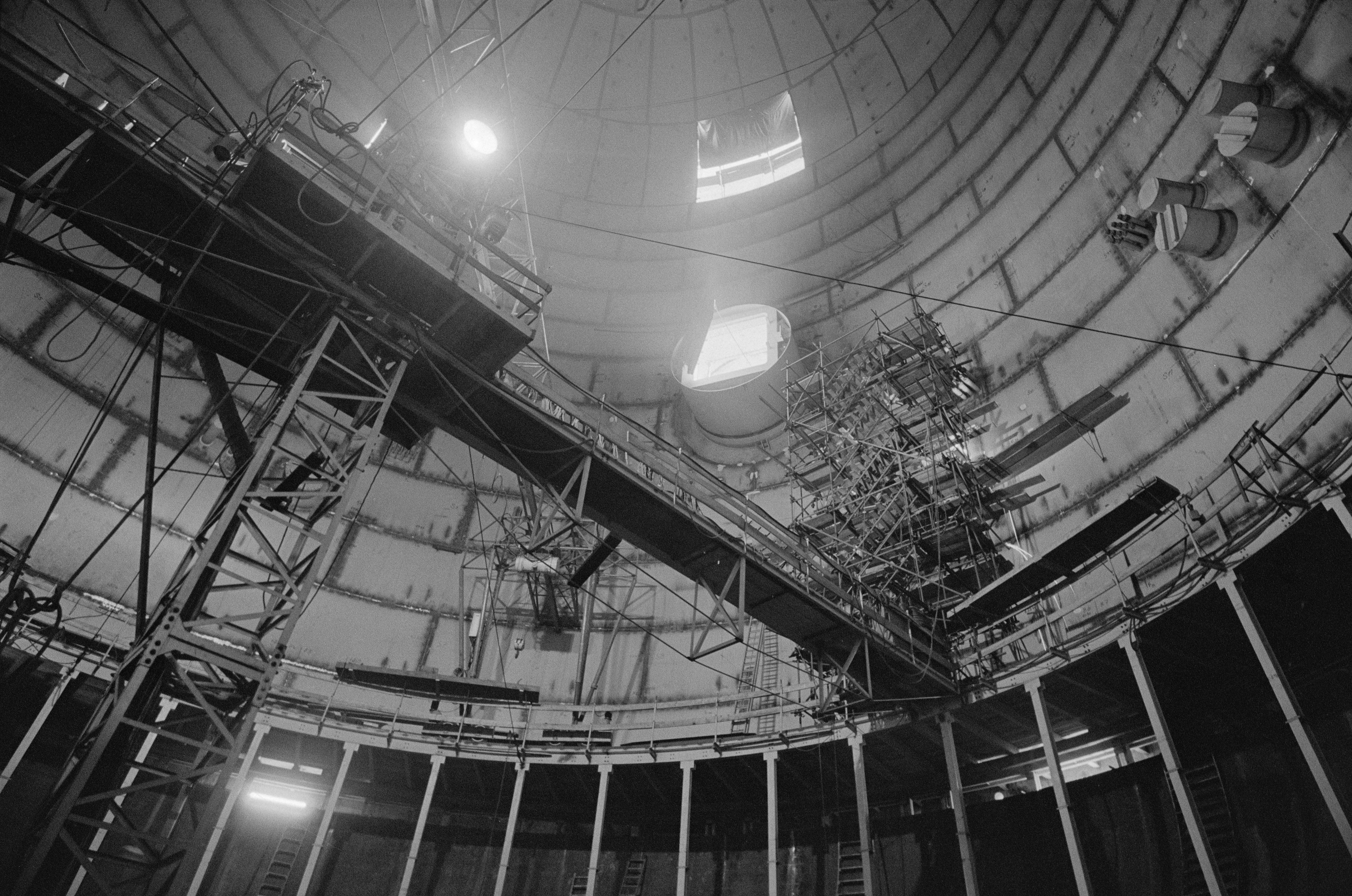
Budowa pierwszego bloku energetycznego, 1967

## Dane techniczne
| Blok      | Typ reaktora            | Moc elektryczna netto | Moc elektryczna brutto | Moc termiczna | Rozpoczęcie budowy | Włączenie do sieci | Rozpoczęcie działalności komercyjnej |
| --------- | ----------------------- | --------------------- | ---------------------- | ------------- | ------------------ | ------------------ | ------------------------------------ |
| Beznau I  | wodny ciśnieniowy (PWR) | 365 MW                | 380 MW                 | 1130 MW       | wrzesień 1965      | lipiec 1969        | grudzień 1969                        |
| Beznau II | wodny ciśnieniowy (PWR) | 365 MW                | 380 MW                 | 1130 MW       | styczeń 1968       | październik 1971   | marzec 1972                          |

Źródło: